# Área de conservação em Moçambique

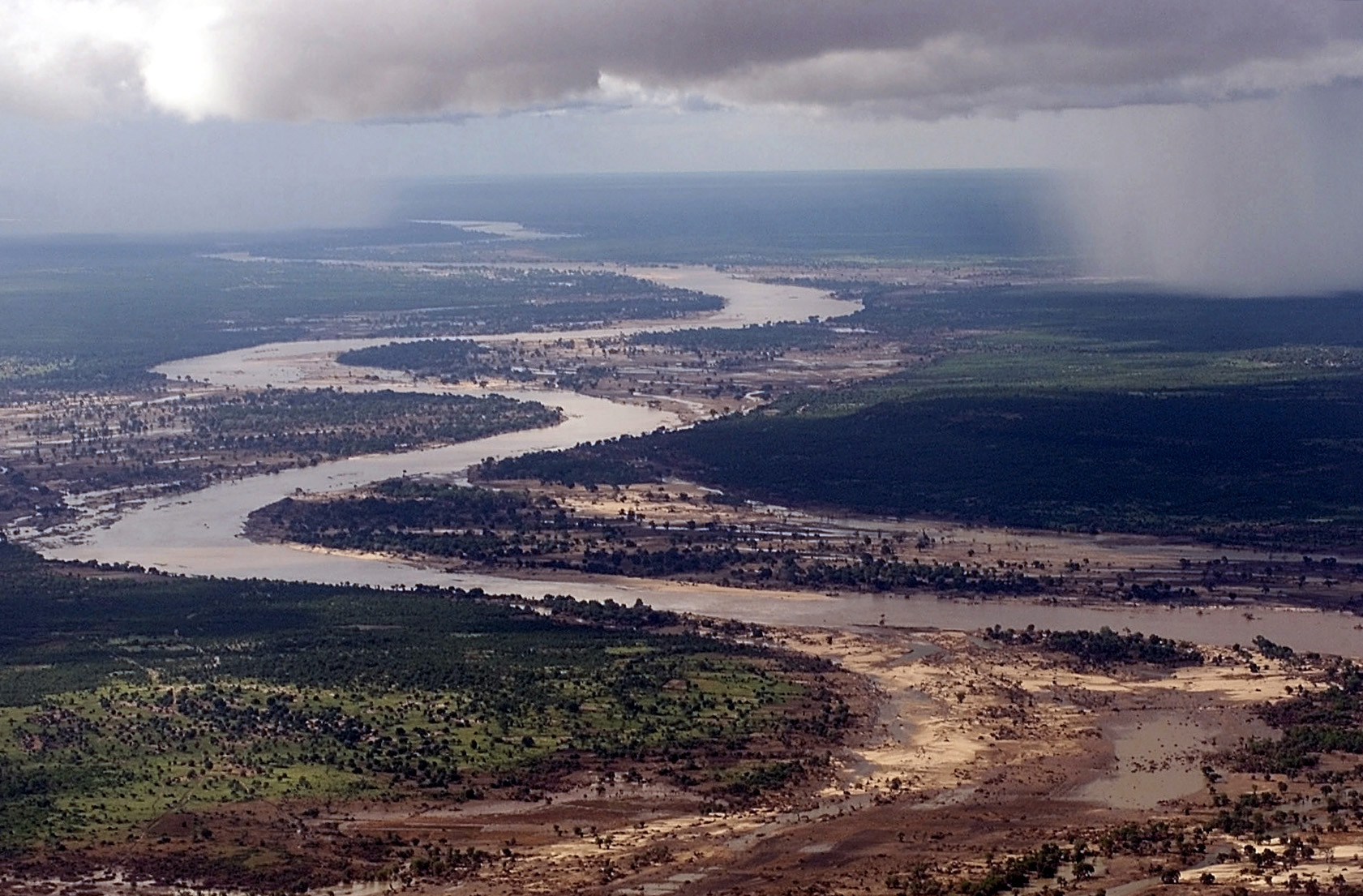
Rio Limpopo, onde se localiza uma das áreas de conservação de Moçambique, o Parque Nacional do Limpopo

As áreas de conservação de Moçambique são espaços naturais delimitados e geridos com o objetivo de conservar o seu patrimônio natural. Trata-se dos representantes, no contexto moçambicano, do instituto das áreas protegidas. Esses espaços são designados pela legislação moçambicana como "áreas de protecção ambiental", estando definidas pelo artigo 13 da Lei 20/97 de 1 de Outubro.
As áreas de protecção ambiental em Moçambique são geridas por uma Administração Nacional das Areas de Conservação dentro do Ministério de Terra Ambiente e Desenvolvimento Rural.